# تیزک گندمی
تیزک گندمی (نام علمی: Najas graminea) نام یک گونه از سرده تیزک‌ها است.